# Calpine Center
Calpine Center – wieżowiec o wysokości 138 metrów w Houston, w stanie Teksas, w Stanach Zjednoczonych. Budynek został otwarty w 2003 i posiada 34 kondygnacji.